# Придорожное (Западно-Казахстанская область)
Придоро́жное (каз. Придорожное) — село в Теректинском районе Западно-Казахстанской области Казахстана. Административный центр Придорожного сельского округа. Код КАТО — 276257100.

## Население
В 1999 году население села составляло 510 человек (246 мужчин и 264 женщины). По данным переписи 2009 года, в селе проживало 118 человек (63 мужчины и 55 женщин).